# Theudosie d'Amiens
Theudosie d'Amiens, de son prénom Aurélie, serait la première chrétienne amiénoise dont le nom soit connu et qui connut le martyr au IIIe siècle à Rome. Ses reliques sont conservée dans la chapelle éponyme de la cathédrale d'Amiens.

## Biographie
Aurélie Theudosie était une chrétienne peut-être originaire d'Amiens qui aurait subi le martyre à Rome dans la seconde moitié du IIIe siècle et qui fut inhumée dans les catacombes de la Via Salaria de Rome. Sa tombe est découverte à Rome en 1842. Sa dépouille fut identifiée grâce à l'épitaphe gravée sur son tombeau. Elle est reconnue sainte par l'Église catholique.

Nous ne connaissons rien de ce personnage hormis ce qu'en indique l'épitaphe : 

« AVRELLIAE THEVDODIAE.BENIGNISSIMAE.ET INCOMPARABILI.FEMINAE.AVRELIVS.OPTATVS CONJVGI.PR.KAL.DEC.NAT.AMBIANA.B.M.F. »

(A Aurelius Theudosie, très douce et incomparable femme, Aurelius Optatus, à son épouse, très innocente, déposée la veille des calendes de décembre, née amiénoise, il a fait cette épitaphe à elle, bien méritante.)
Le soin avec lequel a été gravée cette épitaphe laisse supposer que Theudosie appartenait de par son mariage à une catégorie sociale aisée. Son nom serait selon toute vraisemblance d'origine germanique, il fut romanisé vraisemblablement par son mariage avec un citoyen romain, fonctionnaire ou militaire, sans doute, que la carrière conduisit à Rome mais cela n'est qu'hypothèse. Nous ne pouvons en savoir davantage.
Il est rare qu'une épitaphe indique l'origine géographique de la personne inhumée. On a retrouvé dans la tombe, une fiole de sang et près de la tête une palme, interprétées comme symboles du martyre.
Des fouilles archéologiques entreprises en 1844 mirent au jour la tombe de Theudosie. En 1853, Mgr Salinis, évêque d'Amiens, obtint de la papauté le don de la dépouille de Theudosie qui fut translatée dans la cathédrale Notre-Dame d'Amiens, le 12 octobre 1853. La dépouille placée dans une châsse fut déposée dans la chapelle Saint-Augustin de Cantorbéry redécorée, en 1854, avec l'aide financière de l'empereur Napoléon III et de l'impératrice Eugénie. Sainte Theudosie est présentée comme une figure locale, bien que les reliques aient été trouvées à Rome.

## Iconographie
Le peintre-verrier Daniel Darquet réalisa en 1883, pour l'église Saint-Georges de Villers-Bocage, un vitrail représentant sainte Theudosie au premier plan, debout, tenant la palme du martyre dans la main droite, un livre dans la main gauche et dans le coude gauche, une oriflamme surmontée d'une croix à double traverse. Un dragon s'enroule à ses pieds près desquels se trouve un flacon et une pierre sur laquelle est inscrit son nom. Le paysage figurant derrière elle se compose de fleurs, de rochers et d'une forêt, à l'arrière plan, en grisaille, figure la cathédrale d'Amiens.